# ديفيد بويل (لاعب دوري الرغبي)
ديفيد بويل (بالإنجليزية: David Boyle)‏ هو لاعب دوري الرغبي أسترالي، ولد في 31 أغسطس 1959.